# Seezeichenhafen
Ein Seezeichenhafen ist ein eigener Bereich eines Hafengebiets oder ein etwas vom Haupthafen abgelegener eigener Hafen, in dem schwimmende Seezeichen, wie Tonnen, Bojen in jeglicher Form, gewartet,  aufgearbeitet und gelagert werden. 
Seezeichenhäfen gibt es beispielsweise auf der Nordseeinsel Amrum bei der Gemeinde Wittdün oder in Norderney